# Veronika Kalinina
Veronika Kalinina –en ruso, Вероника Калинина– (19 de enero de 1999) es una deportista rusa que compite en natación sincronizada.
Ganó cinco medallas de oro en el Campeonato Mundial de Natación, en los años 2017 y 2019, y tres medallas de oro en el Campeonato Europeo de Natación, en los años 2018 y 2021. En los Juegos Europeos de Bakú 2015 consiguió dos medallas de oro.

## Palmarés internacional
| Campeonato Mundial | Campeonato Mundial      | Campeonato Mundial | Campeonato Mundial |
| Año                | Lugar                   | Medalla            | Prueba             |
| ------------------ | ----------------------- | ------------------ | ------------------ |
| 2017               | Budapest (Hungría)      | Medalla de oro     | Equipo técnico     |
| 2017               | Budapest (Hungría)      | Medalla de oro     | Equipo libre       |
| 2019               | Gwangju (Corea del Sur) | Medalla de oro     | Equipo técnico     |
| 2019               | Gwangju (Corea del Sur) | Medalla de oro     | Equipo libre       |
| 2019               | Gwangju (Corea del Sur) | Medalla de oro     | Combinación libre  |
| Juegos Europeos    |                         |                    |                    |
| Año                | Lugar                   | Medalla            | Prueba             |
| 2015               | Bakú (Azerbaiyán)       | Medalla de oro     | Equipo             |
| 2015               | Bakú (Azerbaiyán)       | Medalla de oro     | Combinación libre  |
| Campeonato Europeo |                         |                    |                    |
| Año                | Lugar                   | Medalla            | Prueba             |
| 2018               | Glasgow (Reino Unido)   | Medalla de oro     | Equipo técnico     |
| 2018               | Glasgow (Reino Unido)   | Medalla de oro     | Equipo libre       |
| 2021               | Budapest (Hungría)      | Medalla de oro     | Equipo técnico     |